# おはよう!グッデイかごしま
『おはよう!グッデイかごしま』は、2002年4月1日から1年間南日本放送（MBCテレビ）で平日朝に放送されていたローカル情報番組。

## 概要
当時TBS系列で放送されていた朝の情報ワイド番組『おはよう!グッデイ』内のローカル枠（7:44頃 - 8:22頃）を使って放送された。司会は松木圭介と重富真美（いずれもMBCアナウンサー）が担当。
『グッデイ』の後番組『ウォッチ!』ではローカル枠がいったん消滅し、放送枠が昼前に移行し2003年春から『ヒルタク。～お昼のタクちゃん～』を1年間放送、翌年（2004年4月）に朝番組として放送枠が復活。7:25 - 8:22頃に『ウォッチ!かごしま』と題して放送されていた。その後の『みのもんたの朝ズバッ!』にはローカル枠が設定されておらず、デイリーのローカル番組枠は『朝ズバッ!』の開始とともに『旬感テレビ』へ移された。

## 関連番組
- おはよう!グッデイ
- グッデイみやぎ（東北放送）
- グッデイCBC（中部日本放送）
- あさやん!（毎日放送）